# František Makovský
František Makovský (7. února 1897 Borová – 12. července 1974 Vysoké Mýto) byl český četník, který se během druhé světové války aktivně zapojil do pomoci židovským vězňům v terezínském ghettu. Do ghetta pašoval léky, jídlo a zprávy. Ven naopak vynášel vzkazy a dopisy. Během vyšetřování uvězněných Židů, mnohé uchránil před trestem či transportem do koncentračních táborů. 
Za své činy byl spolu se svou ženou Annou Makovskou, která mu v činnosti pomáhala, oceněn titulem Spravedlivý mezi národy, který uděluje Komise pro rozpoznávání spravedlivých, působící při památníku Jad vašem v Jeruzalémě.

## Život
František Makovský se narodil jako páté dítě v rodině vesnického krejčího. Ve čtrnácti letech se vydal jako všichni jeho sourozenci za prací do Německa. Vyučil se krejčím a pracoval také jako havíř v dolech v Porúří. Během  první světové války bojoval na frontě a po návratu do Československa nastoupil k četnictvu. Po svatbě v rámci četnické služby přesídlil na Podkarpatskou Rus, kde strávil s rodinou devatenáct let. V roce 1939 sloužil jako velitel Stráže obrany státu na Československo-maďarských hranicích, přičemž padl do maďarského zajetí. V zajetí byl odsouzen k smrti, ale nakonec skončil v maďarském trestaneckém táboře v Nyiregyháze a po několika měsících ho převezli do domovské obce. Manželka se čtyřmi dětmi (nejmladšímu byly tehdy teprve dva měsíce) musela po jeho zatčení opustit dostavěný dům na Podkarpatské Rusi a v nákladním železničním vagonu se s dětmi přes jižní Rumunsko, Maďarsko a Rakousko dostala zpět do vlasti.
Po návratu do Čech se František Makovský vrátil k četnictvu, přičemž koncem listopadu 1942 byl převelen k četnickému oddílu v Terezíně, kde plnil funkci kontrolního orgánu v terezínském ghettu. K této službě ho vybrali zejména pro dobrou znalost cizích jazyků, neboť do Terezína byli věznění Židé z celé střední a západní okupované Evropy. Makovský se kromě němčiny na mnohonárodnostní Podkarpatské Rusi naučil například ruštinu. Znalost jazyků stejně jako další možnosti, které mu nová funkce poskytla, využil k všestranné pomoci terezínským vězňům. Přes zákazy gestapa a SS a za stálého dohledu jejich tajné služby zachraňoval vězně z transportů a zprostředkoval písemný styk s jejich příbuznými, čímž jim umožnil dodávky potravin. Sám dovážel balíky s potravinami a opatřoval zvláště nejpotřebnější zeleninu, dokonce i z vlastních prostředků. Nemocným sháněl léky a při své činnosti mnoho vězňů uchránil před trestem. Při této činnosti mu výrazně pomáhala manželka Anna Makovská.
Jako „strážní a kontrolní orgán“ měl Makovský značné možnosti, mohl zařídit, aby byla ze seznamů osob určených k transportu do koncentračních táborů vynechána některá jména. S pomocí své manželky přispěl k záchraně 159 vězňů. Z titulu své funkce osobně vyšetřoval různé delikty v ghettu a uchránil tak přistižené před tvrdými tresty.
S manželkou podporovali partyzánské hnutí ve východních Čechách a na Vysočině, sháněli pro partyzány potraviny a trhaviny k ničení železničních tratí, zároveň je varovali před chystanými zátahy nacistů. Podíleli se na záchraně desítek českých spoluobčanů a ruských válečných zajatců, kteří uprchli ze zajateckých táborů a hledali cestu k partyzánům. V jednu dobu ukrývali i šest britských letců RAF, kteří uprchli z německého zajetí.
V září 1943 gestapo Františka Makovského zatklo a uvěznilo na Kladně, a později v Malé pevnosti v Terezíně. Díky nedostatku důkazů a blížícímu se konci války se mu podařilo přežít. V prvních letech po válce pak sloužil jako vrchní strážmistr SNB v Nových Hradech. Za svou činnost během protektorátu dostal několik písemných uznání a děkovných dopisů od bývalých terezínských vězňů a z Ministerstva obrany. Po únoru 1948 byl nicméně ze Sboru národní bezpečnosti propuštěn a v komunistickém vězení si za kolaboraci s nacisty odpykal další rok. Pětatřicet vězňů, kterým pomáhal podepsalo petici za jeho propuštění. Až do odchodu do důchodu směl pracovat jen jako pomocný dělník.
V roce 1996 Františku Makovskému udělila Komise pro rozpoznávání spravedlivých, působící při památníku Jad vašem v Jeruzalémě titul Spravedlivý mezi národy in memoriam. O rok později obdržela tento titul také jeho manželka Anna Makovská.